# NEO Hockey Club
NEO Hockey Club was een Belgische hockeyvereniging uit Mechelen. 

## Geschiedenis
De club werd opgericht in 2007 en draagt stamnummer 716. In 2022 werd bekendgemaakt dat de club fusioneerde met Koninklijke Mechelse THC.

## Infrastructuur
Neo HC had haar thuisbasis in De Nekker.